# Сомерсалми, Урхо
У́рхо А́рмас Со́мерсалми (фин. Urho Armas Somersalmi, настоящая фамилия — Сунде́лл; 23 сентября 1888, Гельсингфорс — 12 апреля 1962, Хельсинки) — финский актёр театра и кино. Лауреат высшей государственной награды Финляндии для деятелей искусств — Pro Finlandia (1948).

## Биография
Родился 23 сентября 1888 года в Гельсингфорсе, в семье плотника Юхана Адольфа Сомерсалми и его супруги Аманды Фрасиски Коурлаа. В семье было ещё двое детей — Юрьё (оперный певец) и Ауне (артистка и оперная певица).
В 1906—1908 годах учился в театральном училище Финского национального театра, по окончании которого в том же году был принят в тот же театр, где работал до конца жизни.
Амплуа — герой-любовник.
Стоял у истоков кинематографа Финляндии. Снимался в кино с 1913 года в первом финском драматическом немом фильме.
12 апреля 1962 года Урхо Сомерсалми убил свою жену Айли Сомерсалми топором, который получил в подарок от Союза актёров Финляндии, и дважды ударил её ножом в грудь, в результате жена умерла. Затем покончил с собой, повесившись. Считается, что причиной явилось психическое расстройство, вызванное длительной депрессией.

## Избранные театральные роли
- Кэусти («Северьяни» Ярвилуома),
- Клаус Курки («Смерть Элины» Нумерса),
- Туркка («На сплаве» Паккала),
- Астров («Дядя Ваня» А. П. Чехова),
- Эдип («Царь Эдип» Софокла),
- Карл Моор («Разбойники» Ф. Шиллера)
- Пиккельгеринг («Пигмалион» Б. Шоу) и др.

## Избранная фильмография
- 1913 — Сильви
- 1921 — Johan
- 1927 — Hans engelska fru
- 1928 — Timmerflottarna
- 1930 — Charlotte Löwensköld
- 1947 — Pimeänpirtin Hävitys
- 1957 — Крест и пламя / Risti ja liekki
- 1958 — Сампо — Вяйнямёйнен, старый мудрец, певец Калевалы